# Jesse Pennington
Jesse Pennington, né le 23 août 1883 à West Bromwich (Angleterre), mort le 5 septembre 1970 à Kidderminster (Angleterre), était un footballeur anglais, qui évoluait au poste d'arrière gauche à West Bromwich Albion et en équipe d'Angleterre.
Pennington n'a marqué aucun but lors de ses vingt-cinq sélections avec l'équipe d'Angleterre entre 1907 et 1920. 

## Carrière
- 1903-1922 : West Bromwich Albion

## Palmarès

### En équipe nationale
- 25 sélections et 0 but avec l'équipe d'Angleterre entre 1907 et 1920.

### West Bromwich Albion
- Vainqueur du Championnat d'Angleterre de football en 1920.
- Vainqueur du Championnat d'Angleterre de football D2 en 1911.
- Finaliste de la Coupe d'Angleterre de football en 1912.
- Vainqueur du Charity Shield en 1920.